# Fleischkonsum

Der Fleischverbrauch nach Ländern und Wirtschaftsleistung, pro Kopf, 2017. Quelle: Fleischatlas 2021, Urheber: Bartz/Stockmar, Lizenz: CC BY 4.0

Fleischkonsum ist der Verzehr von Fleisch als menschliches Nahrungsmittel, direkt oder in Form von Fleischprodukten oder im weiteren Sinne der gesamte Verbrauch von Fleisch durch den Menschen. Im globalen Trend erhöht sich der Fleischkonsum pro Kopf und Jahr insbesondere, da er sowohl in Asien als auch in Lateinamerika nach wie vor steigt, während er in Nordamerika am höchsten ist.

## Fleischverbrauch

### Entwicklung
Die verzehrte Fleischmenge pro Kopf steigt in Asien, Lateinamerika, und Afrika weiterhin an. Für die gestiegenen Nachfrage an Schweinefleisch sind dabei insbesondere China und Südostasien verantwortlich. Nach Angaben einer Studie der Universität Bonn aus dem Jahr 2022 steigt der Verzehr von Geflügel dagegen weltweit, da es im Vergleich zu anderem Fleisch günstiger ist, als gesund gilt und von nahezu keiner Religion mit einem Verzehrverbot belegt ist.
Nach einer Hochrechnung der Welternährungsorganisation FAO, lag der Pro-Kopf-Verbrauch weltweit im Mittel bei 42,5 kg pro Jahr. Laut Fleischatlas 2021 hat sich der weltweite Fleischkonsum innerhalb von 20 Jahren mehr als verdoppelt und erreichte im Jahr 2018 einen Wert von 320 Millionen Tonnen. Die Gründe hierfür sind sowohl eine weitere Zunahme des Konsums sowie das Bevölkerungswachstum.

### Bilanzierung
Die Höhe des Fleischverbrauchs ist eine volkswirtschaftliche Bilanzgröße, die sich aus der Menge der Schlachtungen, Ein- und Ausfuhr errechnet. Sie wird von nationalen und internationalen Behörden erhoben, so in Deutschland vom Ernährungs- und Landwirtschaftsministerium (BMEL), auf EU-Ebene vom Eurostat und weltweit von der Welternährungsorganisation. Die Angabe erfolgt in Form des Schlachtgewichtes, doch die genaue Definition dessen unterscheidet sich nach Tierart und örtlichem Verständnis. Eurostat veranschlagt beispielsweise für die wichtigsten gewerblich geschlachteten Tierarten das Kaltgewicht des ausgebluteten, ausgeweideten Tierkörpers einschließlich Knochen, jedoch ohne verschiedene Schlachtnebenprodukte (wie etwa Füße, Geschlechtsorgane), bei Rindern, Kälbern, Schafen und Ziegen ohne Haut. In Deutschland werden die Bestimmungen der Verordnung über die Preismeldung bei Schlachtkörpern und deren Kennzeichnung (1. FlGDV; früher die 4. ViehFlGDV) zur Bemessung des Schlachtgewichtes herangezogen, jedoch davon abweichend das Kaltgewicht bestimmt.
Nach diesem Verständnis ist der Fleischverbrauch einer Volkswirtschaft also das gesamte durch Schlachtung produzierte Fleisch zuzüglich der importierten und abzüglich der exportierten Fleischmenge, oder vereinfacht gesagt: Ist das Tier geschlachtet, zählt sein Fleisch als durch den Menschen verbraucht. Geteilt durch die Bevölkerungszahl ergibt sich der Pro-Kopf-Verbrauch. Doch dieser Wert darf nicht mit dem tatsächlich verzehrten Fleisch gleichgesetzt werden, zum einen weil die Knochen enthalten sind, zum anderen weil ein Teil des Fleisches zu Tierfutter verarbeitet oder anderweitig genutzt wird oder verloren geht. Die nebenstehenden Tabellen geben den Gesamtverbrauch pro Kopf im weltweiten Vergleich an.
Der statistische Verzehr wird in Deutschland über artspezifische Faktoren aus dem Fleischverbrauch berechnet. Er soll die tatsächlich von Menschen verzehrte Fleischmenge darstellen.

### Nach Tierarten

Die Zunahme des weltweiten Fleischverbrauchs aufgeschlüsselt nach Tierarten. Quelle: Fleischatlas 2021

Bei der Entwicklung des globalen Fleischkonsums, gibt es bedeutende Unterschiede zwischen den konsumierten Fleischsorten. Zwar nimmt der Anteil von Rind und Schaf am Gesamtkonsum ab, es wird jedoch immer mehr Schwein und Geflügel verzehrt. In den kommenden zehn Jahren wird rund die Hälfte der weltweiten Zunahme beim Konsum auf Geflügel entfallen. So ist beispielsweise in den USA der Verzehr von Rindfleisch pro Kopf in den letzten 30 Jahren um ca. ein Drittel zurückgegangen, der Konsum von Geflügel hat sich hingegen mehr als verdoppelt. Auf Schweinefleisch werden in den kommenden zehn Jahren rund 28 Prozent der Konsumzunahme entfallen – vor allem durch den steigenden Verbrauch in Asien. Dabei muss bedacht werden, dass die Menschen in vielen asiatischen und afrikanischen Ländern kaum Schweinefleisch verzehren, da ihnen dies aus religiösen Gründen nicht erlaubt ist.
2020 teilte sich der weltweite Fleischverbrauch auf folgende Fleischarten auf:
| Fleischart                     | Verbrauch pro Kopf (in Kilogramm) | Anteil in % |
| ------------------------------ | --------------------------------- | ----------- |
| Geflügelfleisch                | 16,21                             | 38,35 %     |
| Schweinefleisch                | 14,45                             | 34,19 %     |
| Rindfleisch                    | 8,98                              | 21,26 %     |
| Schaffleisch und Ziegenfleisch | 1,96                              | 4,63 %      |
| anderes Fleisch                | 0,66                              | 1,57 %      |
| Gesamt                         | 42,26                             | 100 %       |

### Nach Land

#### Deutschland
Der Fleischkonsum hatte in Deutschland im Jahr 2022 folgende Höhe:
- Gesamtkonsum: 6.523.900.000 kg
- Verbrauch pro Kopf: 70,8 kg
- Davon verzehrt (geschätzt): 52,2 kg (ca. 74 %)[13]

Der Selbstversorgungsgrad mit Fleisch insgesamt lag 2022 in Deutschland bei 124 %. Die Verzehrshöhe ist eine Schätzung des Bundesmarktverbandes für Vieh und Fleisch.
Nach dem Fleischatlas der Böll-Stiftung wurden in Deutschland im Jahr 2012 folgende Tiere geschlachtet: 656,27 Mio. Hühnchen, 34,9 Mio. Puten, 12,07 Mio. Enten, 53,21 Mio. Schweine und 3,2 Mio. Rinder (34 % Kühe, 38 % Bullen). Allerdings werden nicht alle Tiere in Deutschland verzehrt. Ein großer Teil davon wird exportiert.
Der sinkende Fleischkonsum in Deutschland geht einher mit einer steigenden Fleischproduktion. Es wird immer mehr Fleisch ins EU-Ausland und nach Fernost und Südamerika exportiert.

#### Schweiz
In der Schweiz liegt der durchschnittliche Fleischkonsum pro Kopf und Jahr seit Jahren relativ konstant bei rund 50 kg. 431 760 Tonnen Fleisch (Verkaufsgewicht, ohne Fisch und Krustentiere) wurden 2016 in der Schweiz insgesamt konsumiert. In Bezug zum Bevölkerungswachstum sank der Pro-Kopf-Konsum im Vergleich zum Vorjahr von 51,35 kg auf 50,98 kg. Am beliebtesten war nach wie vor das Schweinefleisch. Mit einem Pro-Kopf-Konsum von 22,49 kg machte es fast die Hälfte des gesamten Fleischkonsums aus. Den zweiten Platz belegte das Geflügelfleisch mit 12,04 kg, gefolgt vom Rindfleisch mit 11,28 kg. 2017 hat der Pro-Kopf-Konsum auf 50,01 kg weiter abgenommen – gegenüber 1990 um rund 16 % – und ist 2018 auf 52,06 kg angestiegen. 2019 sank der Pro-Kopf-Konsum wieder leicht auf 51,25 kg. 2020 fiel der Pro-Kopf-Konsum laut Proviande weiter auf 50,91 kg, stieg 2021 auf 51,8 kg, sank 2022 auf 50,8 kg und 2023 weiter auf 48,4 kg. Den bisher stärksten Einbruch des Fleischkonsums in der Schweiz wurde durch einen von der Rinderkrankheit BSE ausgelöstem Lebensmittelskandal verursacht. Lag der Fleischkonsum 1987 noch bei 65,7 kg pro Kopf, ist dieser Wert bis 2001/02 auf 52,7 gesunken.
Der Schweizer Detailhandel hat 2017 Fleisch und Fleischprodukte (CH und Import) im Wert von rund 4.64 Mia. CHF abgesetzt (−0,7 %). Die mengenmässigen Absätze sanken ebenfalls um 0,7 % auf 221 468 Tonnen. 2016 wurden noch Fleisch und Fleischprodukte im Wert von rund 4.73 Mia. CHF abgesetzt. Die mengenmässigen Absätze sanken damals um 2,4 % auf 226 012 Tonnen. Mit einem Durchschnittspreis von 20.95 CHF pro Kilogramm Fleisch über alle Fleischkategorien (frisch & verarbeitet) haben Konsumenten in der Schweiz gleich viel bezahlt wie im Jahr 2016. Manche Detailhändler verzeichnen nach wie vor einen Rückgang beim Fleischabsatz. Insgesamt sind die Absätze im Schweizer Detailhandel bereits seit 2015 rückläufig (Stand 2019).
Im Jahr 2022 wurden im Schweizer Detailhandel rund 227 400 Tonnen Frischfleischäquivalent (FFÄ) abgesetzt und somit 50,3 Prozent des insgesamt verbrauchten Fleischs von 452 200 Tonnen FFÄ. 49,7 Prozent vielen auf die Außerhausverpflegung.
In einer Verzehrstudie ermittelte das Bundesamt für Lebensmittelsicherheit und Veterinärwesen 2014/2015 einen effektiven durchschnittlichen Pro-Kopf-Konsum von 106 Gramm Fleisch pro Tag.

### Empfehlungen
Die Deutsche Gesellschaft für Ernährung empfiehlt „Fleisch und Wurst selten essen“. Als Teil einer gesunden Ernährung kann laut DGE eine kleine Menge Fleisch die Versorgung mit lebenswichtigen Nährstoffen erleichtern, da nur tierische Nahrungsmittel bioverfügbares Vitamin B12 enthalten. Dafür reiche eine wöchentliche Menge an Fleisch und Wurst von insgesamt 300 g für Erwachsene mit niedrigem Bedarf an Nahrungsenergie bis hin zu 600 g für Erwachsene mit hohem Bedarf aus. Einige Kommentatoren sprechen vom „Modell Sonntagsbraten“. Für Fisch wird ein regelmäßiger Konsum von ein- bis zweimal pro Woche empfohlen.
Das Gesundheitsportal des Bundes gibt an: „Fleisch ist eine gute Eisenquelle, enthält aber auch gesättigte Fettsäuren und weitere ungünstige Inhaltsstoffe wie Purine, die den Säurehaushalt des Körpers negativ beeinflussen können. Daher sollten Fleischgerichte nur etwa zweimal pro Woche auf den Tisch kommen.“

### Konsumverhalten
Aufgrund der negativen gesundheitlichen und ökologischen Folgen des Fleischkonsums untersuchte eine Studie die Bereitschaft von Probanden, ihren Fleischkonsum zu reduzieren. Insgesamt war die Bereitschaft jedoch gering. Am geringsten fiel die Bereitschaft aus unter Männern, angehörigen der Baby-Boomer-Generation, und weniger gebildeten Teilnehmern. Zur Fleischreduktion konnten Menschen am ehesten durch ärztlichen Rat und niedrige Preise für Fleischersatzprodukte überzeugt werden.

## Folgen

### Umweltauswirkungen
Laut einer Studie der Ernährungs- und Landwirtschaftsorganisation der Vereinten Nationen (FAO) aus dem Jahr 2013 war die Viehzucht für 14,5 Prozent der weltweiten Treibhausgasemissionen verantwortlich, wobei diese Emissionen durch Anbau und Verarbeitung von Viehfutter, durch sogenannte enterische Fermentation sowie durch Tierdung anfallen.
2022 kam eine Studie der Universität Bonn zu dem Schluss, dass Industrienationen ihren Fleischkonsum um 75 % reduzieren müssen, um innerhalb der planetaren Grenzen zu bleiben. In Schwellen- und Entwicklungsländern kann Fleisch jedoch weiterhin eine Rolle bei der Nährstoffversorgung spielen. Auch ist die Viehzucht hier eine wichtige Einkommensquelle. Ein völliger Fleischverzicht im Sinne einer vegetarischen Ernährung sei in keinem Land nötig.

### Gesundheitsrisiken

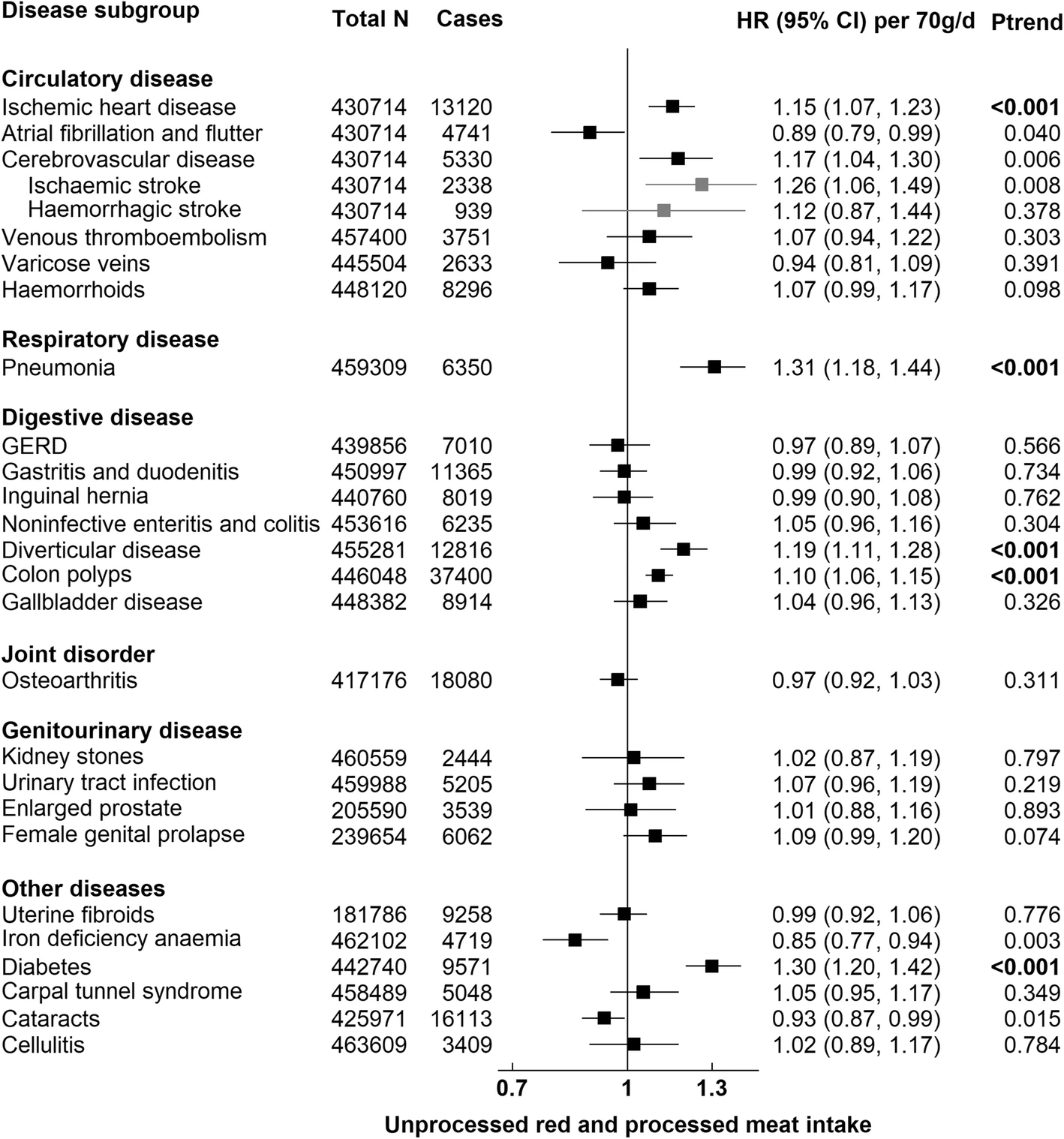
Risiken für 25 häufige Erkrankungen bei >70 g/Tag Verzehr von unverarbeitetem rotem und verarbeitetem Fleisch laut einer Studie mit Daten der UK Biobank.

#### Sterblichkeit
Rohrman u. a. veröffentlichten im März 2013 eine Analyse der EPIC-Daten, die den Zusammenhang zwischen dem Konsum von rotem Fleisch, verarbeitetem Fleisch und Geflügel und dem Risiko für einen frühen Tod untersuchte. Die Forscher werteten die Daten von insgesamt 448.568 Männern und Frauen aus, die zu Studienbeginn noch nicht an Krebs erkrankt waren und auch keinen Schlaganfall oder Herzinfarkt gehabt hatten. Bei allen Teilnehmern war bekannt, wie sie sich ernährten, wie viel sie sich bewegten, ob sie rauchten und wie ihr Body-Mass-Index war. Am Anfang der Studie waren alle Teilnehmer zwischen 35 und 69 Jahre alt. Sie stammten aus zehn europäischen Ländern und wurden im Durchschnitt 12,7 Jahre lang begleitet. 26.344 Teilnehmer starben in diesem Zeitraum. Die Analyse zeigte, dass der Konsum von verarbeitetem Fleisch statistisch signifikant mit einer höheren Sterblichkeit korreliert: Jene Teilnehmer, die täglich mehr als 160 Gramm verarbeitetes Fleisch aßen, hatten ein 44 Prozent höheres Risiko, in der Zeit der Studie zu sterben, als Teilnehmer, die nur rund 20 Gramm pro Tag verzehrten. Für den erhöhten Konsum von Geflügel und rotem Fleisch konnte kein statistisch signifikanter Zusammenhang belegt werden. Die Wissenschaftler erklärten sich die Analyseergebnisse damit, dass verarbeitetes Fleisch häufig einen viel höheren Fettanteil als unverarbeitetes Fleisch hat und mit Speisesalz und anderen potentiell gesundheitsschädlichen Stoffen behandelt wird. Im Rahmen der Analyse war zu berücksichtigen, dass Menschen mit unterschiedlichen Ernährungsgewohnheiten häufig auch abweichende Lebensstile haben: So neigen Personen, die viele verarbeitete Fleischprodukte essen, generell auch in anderen Bereichen zu einem ungesunden Lebensstil, während Vegetarier und gesundheitsbewusste Nichtvegetarier im Durchschnitt mehr Sport treiben, viel Obst und Gemüse essen, dafür weniger Alkohol konsumieren und seltener rauchen. Rohrman u. a. versuchten deshalb, in ihrer statistischen Analyse der EPIC-Daten die bekannten Wirkungen von Rauchen, Übergewicht und anderen Faktoren auf die Gesundheit herauszurechnen.

#### Herz-Kreislauf-Erkrankungen
Eine systematische Review und Meta-Analyse aus dem Jahr 2017 kommt zu dem Schluss, dass der Konsum von Fleisch das Risiko für einen Schlaganfall um 18 % erhöht, der Konsum von rotem Fleisch um 11 %, der von verarbeitetem Fleisch um 17 %. Der Zusammenhang für rotes Fleisch und Schlaganfall wurde 2022 durch ein Umbrella-Review nochmals bestätigt.
Ein Review der University of Oxford aus dem Jahr 2021, welches 1,4 Millionen Menschen betrachtete, kommt zu dem Schluss, dass der Verzehr von 50 g mehr verarbeitetes bzw. unverarbeitetes rotes Fleisch pro Tag, das Risiko an koronarer Herzkrankheit zu erkranken, um 18 % bzw. 9 % erhöht.
Eine finanziell vom „Wellcome Trust under Livestock, Environment and People“ (LEAP) unterstützte Metaanalyse aus dem Jahr 2021 wertete 13 prospektive Kohortenstudien aus, die nach statistischen Zusammenhängen zwischen dem Konsum mindestens einer Fleischart und dem Risiko für koronare Herzerkrankung suchten. Die Autoren sahen danach „wesentliche Beweise“ dafür, dass „rotes Fleisch“ und verarbeitetes Fleisch Risikofaktoren für koronare Herzerkrankung sein könnten. Für Geflügelfleisch wurde kein statistischer Zusammenhang gefunden.
Die deutsche Versorgungsleitlinie „Chronische KHK“ empfiehlt zur Prävention und Therapieunterstützung unter anderem eine geringe Aufnahme von Speisesalz und gesättigten Fettsäuren. Bestimmte Fleischsorten oder Fleischverarbeitungen werden hingegen nicht als Risikofaktoren beschrieben.
Eine Metastudie aus dem Jahr 2025 untersuchte, ob die Studienfinanzierung durch oder Interessenkonflikte der Autoren mit der rotes Fleisch produzierenden Industrie Auswirkungen auf die Studienergebnisse hat. Insgesamt ausgewertet wurden 44 ausgewählte Interventionsstudien, die die Wirkungen des Konsums roten Fleisches auf Risikofaktoren für Herz-Kreislauf-Erkrankungen untersuchten. Davon hatten 66 % einen offengelegten Bezug zu Produzenten von rotem Fleisch. 73,3 % der unabhängigen Studien kamen zum Ergebnis, dass der Konsum von rotem Fleisch unvorteilhaft sei, 26,7 % kamen zu einem neutralen Ergebnis und keine einzige Studie empfahl den Konsum von rotem Fleisch. Bei den Industrie-gesponserten Studien berichteten dagegen 20,7 % über positive Auswirkungen des Konsums dieser Fleischsorte, während 79,3 % zu einem neutralen Ergebnis kamen. Für Studien, deren Autoren einen Interessenkonflikt im Bezug auf die rotes Fleisch produzierende Industrie erklärt hatten, war es viermal so wahrscheinlich, dass diese positive oder neutrale Effekte des Konsums roten Fleisches berichteten.

#### Krebs
Im Jahre 2003 vermuteten Cross, Pollock und Bingham als Ursache der Darmkrebsrisikoerhöhung den höheren Fettgehalt von rotem Fleisch und den Häm-Eisengehalt des Myoglobins bei der Bildung krebserregender Nitrosoverbindungen. Norat u. a. schlossen 2004 aus EPIC-Daten, dass ausgeprägter Konsum von rotem Fleisch und verarbeitetem Fleisch (mehr als 160 g Schwein, Rind, Kalb oder Lamm pro Tag) das Darmkrebsrisiko über einen Beobachtungszeitraum von zehn Jahren auf 1,71 % erhöhe, während es bei Teilnehmern, die täglich weniger als 20 Gramm zu sich nahmen, nur 1,28 % betrug, also um rund 25 Prozent geringer ausfiel. Ulrike Gonder und Nicolai Worm wiesen bezüglich dieser EPIC-Auswertung darauf hin, dass ein statistisch signifikanter Zusammenhang zwischen dem Darmkrebsrisiko und dem Konsum von rotem Fleisch seitens der Autoren nicht nachgewiesen wurde. Statistisch signifikant sei der Zusammenhang nur in Kombination mit dem erhöhten Konsum von verarbeitetem Fleisch. Gonder und Worm kritisierten zudem, dass der Umfang des Konsums von pflanzlicher Nahrung bei der Auswertung der EPIC-Daten ohne Berücksichtigung blieb. Batty kritisierte, dass Norat u. a. den Einfluss des sozioökonomischen Status der Studienteilnehmer auf den untersuchten Zusammenhang unbeachtet ließen.
Laut dem World Cancer Research Fund (WCRF) und dem American Institute for Cancer Research gibt es überzeugende Hinweise, dass der Konsum von rotem und verarbeitetem Fleisch das Darmkrebsrisiko erhöht. Die Empfehlung der Krebsforscher lautet, den wöchentlichen Konsum auf 500 g roten Fleischs zu begrenzen und auf verarbeitete Produkte möglichst zu verzichten. Diese Empfehlung umfasst ausdrücklich nicht den kompletten Verzicht auf Fleisch, da es wichtige Nährstoffe liefere.
Die Internationale Agentur für Krebsforschung (IARC), eine Einrichtung der Weltgesundheitsorganisation (WHO), stufte im Oktober 2015 verarbeitetes Fleisch als „karzinogen beim Menschen“ ein. Es gebe „ausreichende Evidenz am Menschen“, dass verarbeitetes Fleisch Darmkrebs verursache. Rotes Fleisch wurde von der IARC als „wahrscheinlich karzinogen am Menschen“ eingestuft, basierend auf „begrenzter Evidenz“, dass der Konsum von rotem Fleisch Krebs bei Menschen verursache, und „starker mechanistischer Evidenz“, die einen karzinogenen Effekt unterstütze. Der Zusammenhang sei vor allem für Darmkrebs, aber auch für Bauchspeicheldrüsenkrebs und Prostatakrebs beobachtet worden.
Das Deutsche Krebsforschungszentrum verweist zum Thema „Fleischkonsum“ auf die Bewertungen von IARC und WCRF. Demnach sollte zur Krebsprävention der Konsum von „rotem Fleisch“ (Fleisch von Rind, Schwein, Lamm und Ziege) auf 300 g pro Woche begrenzt werden. „Verarbeitete Fleischprodukte“ – in Deutschland seien das vor allem Wurst, Schinken oder Speck – solle man „strenggenommen besser ganz vermeiden“. „Weißes Fleisch“, „also vor allem Geflügel“, habe hingegen keinen messbaren Einfluss auf das Darmkrebsrisiko.

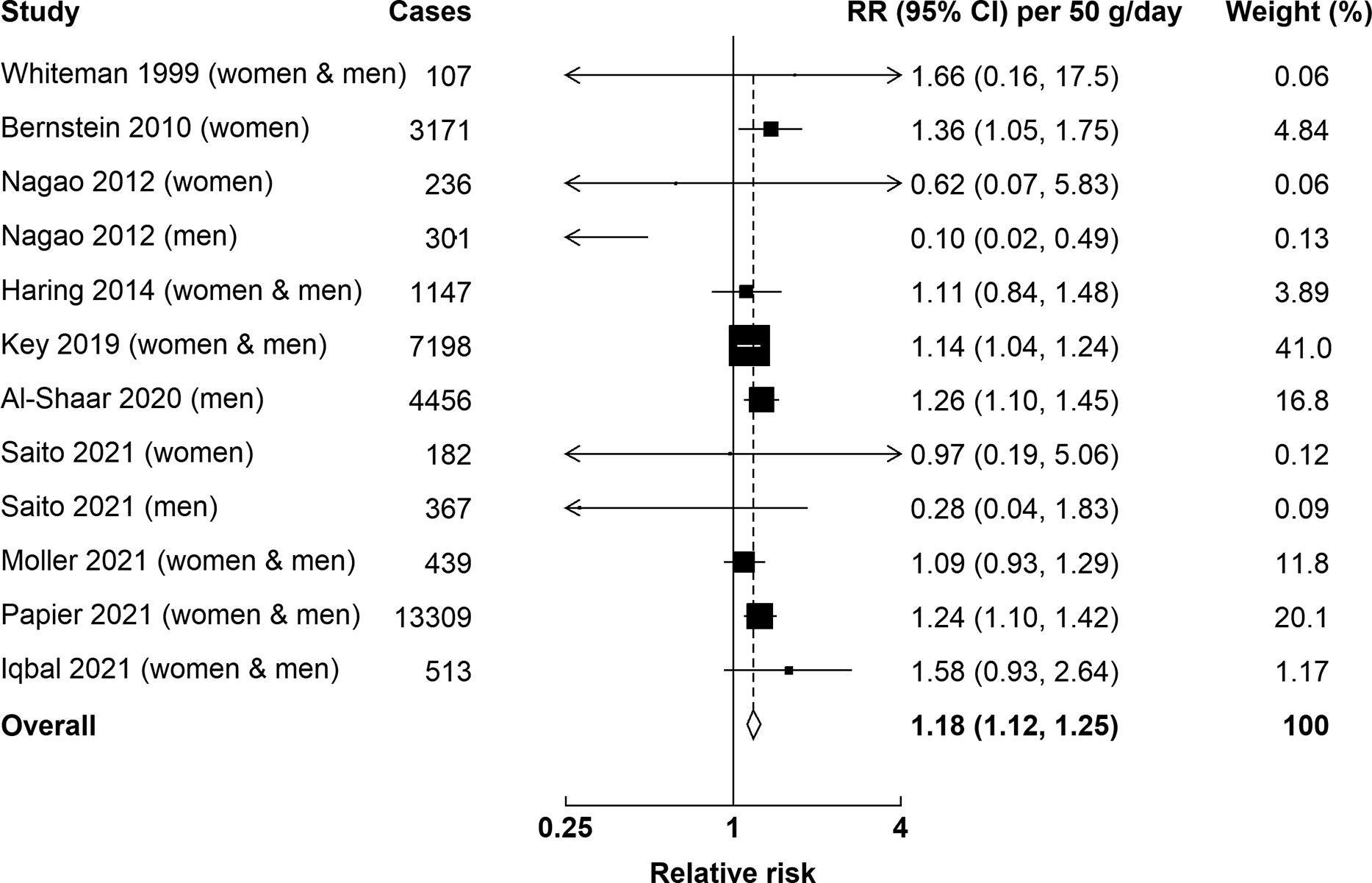
Risiko einer ischämischen Herzerkrankung pro Konsum von 50 g verarbeitetem Fleisch pro Tag (≈18 % erhöht)

Ein Umbrella-Review aus dem Jahr 2021 kommt zu dem Ergebnis, dass 100 g mehr rotes Fleisch pro Tag das Risiko für diverse Krebsarten um 11–51 % steigert. 50 g mehr verarbeitetes Fleisch steigern das Risiko laut Studie um 8–72 % für diverse Krebsarten. Die Autoren empfehlen so wenig verarbeitetes Fleisch wie möglich zu konsumieren und die Menge an rotem Fleisch auf weniger als 100 g pro Tag und 500 g pro Woche zu beschränken.
Eine Nature-Communications-Studie über 12.251 Darmkrebsfällen bei 542.778 Frauen aus dem Jahr 2025 zeigt, dass der regelmäßige Verzehr von rotem und verarbeitetem Fleisch das Darmkrebsrisiko erhöht, vermutlich durch Bildung krebserregender Verbindungen wie Nitrosoverbindungen.

#### Bluthochdruck
Eine Studie aus dem Jahr 2021 wertete Daten von 31 314 Teilnehmern über die Jahre 2003–2016 aus. Die Studie kommt zu dem Schluss, dass der Konsum von rotem Fleisch das Risiko für Arterielle Hypertonie erhöht.

#### Diabetes
Der Konsum von rotem Fleisch und verarbeiteten Fleischprodukten erhöht die Chance an Diabetes Typ 2 zu erkranken. Jeweils 100 g zusätzliches rotes Fleisch pro Tag waren positiv assoziiert mit dem Risiko für Diabetes mellitus Typ 2. Jede zusätzliche Zufuhr von 50 g verarbeitetem Fleisch täglich war stark mit dem Risiko für Diabetes mellitus Typ 2 verbunden.

#### Feinstaubbelastung
In den USA sterben jährlich etwa 15.900 Personen an durch Landwirtschaft verursachter Luftverschmutzung. 80 % dieser Todesfälle sind dabei der Tierproduktion anzulasten.
Eine Studie aus dem Jahr 2021 untersuchte die Umweltwirkungen, insbesondere durch Feinstaub, auf die chinesische Bevölkerung. Die Studie kommt zu dem Schluss, dass ein verringerter Fleischkonsum die Umweltbelastungen senken und so bis zu 75.000 vorzeitige Todesfälle im Jahr verhindern könnte.

#### Sonstiges
Rohes oder nicht ausreichend erhitztes Fleisch, insbesondere von Geflügel, kann mit Campylobacter belastet sein. Geflügelfleisch kann während des Schlachtprozesses über den Darminhalt der Tiere kontaminiert werden. Frisches, im Einzelhandel angebotenes Hähnchenfleisch ist häufig mit Campylobacter kontaminiert. Diese Bakterien können beim Menschen die Campylobacter-Enteritis hervorrufen.

#### Evidenzdiskussion
Im Oktober 2019 erschienen im medizinischen Fachjournal „Annals of Internal Medicine“ mehrere Arbeiten, die sich mit der wissenschaftlichen Evidenz der diskutierten gesundheitlichen Folgen des Fleischkonsums kritisch auseinandersetzten. Das internationale Forscherkonsortium „NutriRECS“ kommt darin auf der Basis von fünf Metaanalysen zu dem Schluss, dass Fleischverzehr keine oder nur unbedeutende Gesundheitsrisiken birgt. Demnach sei die gesundheitlich begründete Empfehlung zur Konsumreduktion von unverarbeitetem roten Fleisch und verarbeitetem Fleisch nicht gerechtfertigt. Die Studie wurde von Fachkollegen scharf kritisiert und ihre Ergebnisse zurückgewiesen. So warf z. B. der Epidemiologe Walter C. Willett, den Autoren vor, die Studie habe „Schichten von Fehlern“ und sei „der gravierendste Missbrauch von Belegen“, den er je gesehen habe. Kritisiert wurde die Studie neben prominenten Wissenschaftlern auch von Gesundheitsorganisationen. Wenige Tage nach Erscheinen der Studie wurde zudem bekannt, dass der Hauptautor der Studie in der Vergangenheit für die Fleisch- und Nahrungsmittelindustrie gearbeitet hat. So hatte er z. B. 2016 eine Studie für den von Nahrungsmittel- und Agrarunternehmen finanzierten Organisation International Life Science Institute (ILSI) angefertigt, in der er versuchte, die internationalen Ernährungsrichtlinien aufzuweichen, nach denen die Menschen weniger Zucker essen sollten. Forscher warfen ihm zudem vor, dass die angewandte GRADE-Methodik für Ernährungsfragen ungeeignet sei, da sie primär für die Bewertung von Medikamenten konzipiert sei und nicht für Ernährungsstudien.

#### Lebensmittelüberwachung
Die Gewinnung von Fleisch als Lebensmittel bei der Schlachtung – auf der Stufe der Urproduktion – wird amtlich im Rahmen der Schlachttier- und Fleischuntersuchung überwacht. Die Kontrolle der fertigen Produkte zum Zwecke des Verbraucherschutzes erfolgt in Deutschland durch die Behördliche Lebensmittelüberwachung. Es wird stichprobenartig auf Stoffe geprüft, welche die menschliche Gesundheit beeinträchtigen. Dazu gehören Mykotoxine (giftige Stoffwechselprodukte von Pilzen), bakterielle Giftstoffe (wie Botulinumtoxin), Schwermetalle (wie Blei oder Cadmium), die eine Lebensmittelvergiftung auslösen können.
Geprüft wird auch auf langlebige organische Chlorverbindungen, überhöhte Hormonkonzentrationen und Tierarzneimittelrückstände wie Antibiotika. Nach einem Einsatz von Tierarzneimitteln in der Tierhaltung sind zur Vermeidung von Rückständen Wartezeiten vor der Schlachtung vorgeschrieben, die je nach eingesetztem Arzneimittel unterschiedlich lang sind. Zum Schutz der Verbraucher vor gesundheitlichen Nebenwirkungen gibt es EU-weite Rückstands-Höchstmengen.

## Verzicht auf Fleischkonsum
Im Christentum und anderen Religionen haben sich Regelwerke entwickelt wie der Verzicht auf Fleisch an Freitagen und insbesondere am Karfreitag (siehe auch Fastenzeit). Zeitweise Fleischabstinenz war unter anderem Bestandteil von kirchlichen Speisevorschriften, aber auch von Konsumvorschriften in Hospitälern, etwa in Form von Fleischverzicht am Freitag oder am Samstag, aber auch am Mittwoch oder Montag.